# Jogo do pau

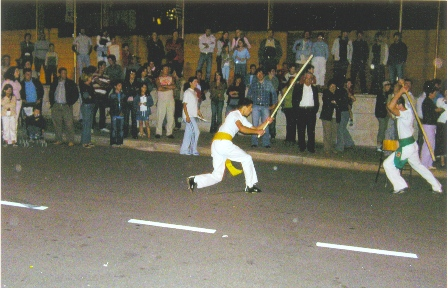
Jogo do Pau.

Jogo do Pau (deutsch: wörtlich Spiel des Stockes, frei
Stockfechten) ist eine alte, portugiesische und galizische Form des Stockkampfes.

## Geschichte
Der Ursprung dieses Kampfstiles liegt, unter anderem, in der mittelalterlichen Fechtkunst, gleichwohl im Laufe der Jahrhunderte eine Beeinflussung von Seiten verschiedener asiatischer Kampfkünste durch portugiesische Seefahrer nicht ausgeschlossen werden kann. In Portugal entwickelten die Menschen ein Kampfsystem, bei dem der Stab, der die Hirten und Bauern begleitete, als Waffe diente. Dieses System wurde als portugiesisches Jogo do Pau bekannt.
Bis weit ins 20. Jahrhundert hinein waren Ereignisse mit dem Stockspiel in ganz Portugal, insbesondere im Norden des Landes, auf Messen und Wallfahrten sehr verbreitet. Manchmal waren ganze Dörfer in Schlägereien verwickelt. Hierbei duellierten sich entweder zwei Spieler gegeneinander oder ein Spieler kämpfte gegen mehrere. Es war die Zeit der puxadores (zu deutsch: Abzieher; der Name, der Spielern aus dem Norden gegeben wurde) und der varredores de feira (zu deutsch: Messenfeger; berühmte Spieler, die zu Messen und Pilgerreisen gingen, um andere herauszufordern).
In der Literatur finden sich zahlreiche Geschichten über Stockspieler (jogadores do pau), nämlich bei Autoren wie Aquilino Ribeiro und Miguel Torga. Ab den 1930er Jahren verlor das Stockspiel an Bedeutung. Die Gründe sind vielfältig: Das Vorgehen der Polizeibehörden, die blutige Kämpfe verhindern wollten, verbot die Verwendung von Stöcken auf dem Messegelände; die Auswanderung vieler Männer in städtische Gebiete, ins Ausland oder die portugiesischen Kolonien; der weit verbreitete Einsatz von Schusswaffen, der das schwierige und zeitaufwändige Erlernen dieser Selbstverteidigungstechnik unnötig machte.
Während der faschistischen Diktatur wurde das Jogo do Pau nur im Geheimen bzw. im Rahmen folkloristischer Tänze geübt, was fast zum Aussterben dieser alten Tradition geführt hat. Nach der Nelkenrevolution im April 1974 erfuhr diese europäische Kampfkunst eine Renaissance und erfreut sich einer wachsenden Beliebtheit – nicht nur in Portugal.
Es sind zwei große Schulen entstanden, die technisch differenziert sind und auf historischen und sozialen Faktoren beruhen: die Escola do Norte (Schule des Nordens) und die Escola de Lisboa (ebenfalls in Ribatejo und Estremadura praktiziert). Letztere entwickelte eine Reihe technischer Innovationen und begann dem Kampf gegen mehrere Gegner weniger Bedeutung zu verleihen.
Im Laufe der Geschichte des Stockspiels gab es viele berühmte Meister in verschiedenen Regionen des Landes, darunter José Maria da Silveira, António Nunes Caçador, Frederico Hopffer, Júlio Hopffer, Joaquim Baú, Calado Campos (Vater und Sohn), Chula, Custódio Neves, Pedro Ferreira, Elias Gameiro, Nuno Russo und Manuel Monteiro.
Meister Pedro Ferreira (* 26. März 1915 - † 24. September 1996) zeichnete sich durch eine außergewöhnliche technische Entwicklung aus, bei der er die Schulen des Nordens und Lissabons zusammenführte. Seine Schüler waren viele der gegenwärtigen Meister. Er spielte sein ganzes Leben lang das Stockspiel und galt bis zu seinem Tod als einer der erfolgreichsten Spieler aller Zeiten. Er war der Meister des Ateneu Comercial de Lisboa, wo Meister anderer Regionen und Schulen wöchentlich zusammenkamen, um zu trainieren.

## Moderne
Heute wird das Stockspiel, vom Selbstverteidigungsaspekt abgesehen, auch als Wettkampfsport betrieben. Gekämpft wird, ähnlich wie im Kendo, mit einer Vielzahl an Schützern, welche aus dem Rollhockey bzw. Eishockey heraus entwickelt wurden, sowie einer speziell gepolsterten Fechtmaske.
Das Stockspiel gibt es immer noch an mehreren Schulen in ganz Portugal und im Ausland. In der Region Lissabon wird regelmäßig trainiert, unter anderem im Ginásio Clube Português oder in der Associação Jogo do Pau de Cascais. Aber auch im Norden des Landes und in der Algarve gibt es Vereine, die das Stockspiel weiterhin am Leben erhalten.